# LeBron James
LeBron Raymone James (Akron, Ohio, 30. prosinca 1984.)  američki je profesionalni košarkaš. Igra na poziciji niskog krila, a od ljeta 2018. je član NBA momčadi Los Angeles Lakers. Izabran je u 1. krugu (1. ukupno) NBA drafta 2003. od strane Cleveland Cavaliersa. Igrajući za Cleveland Cavalierse i Miami Heat, James je ostvario brojne individualne, ali i momčadske uspjehe. Osvojio je četiri NBA prstena, četiri puta je proglašen najkorisnijim igračem NBA lige, tri puta najkorisnijim igračem NBA All-Star utakmice te je odnio i nagradu za novaka godine. James je 21 put izabran u NBA All-Star momčad isto toliko puta u All-NBA momčad, te pet puta u All-Defensive momčad. 
Nakon izravnog dolaska iz srednje škole u posrnulu franšizu Cleveland Cavaliersa, James se istaknuo kao vođa momčadi i buduća NBA zvijezda. Nakon dvije sezone Cavaliersi su izborili doigravanje u kojem su ispali u drugom krugu. Međutim, u sezoni 2006./07., Cavaliersi ponovno ostvaruju doigravanje, a zahvaljujući Jamesovim izvedbama u finalu Istoka protiv Detroit Pistonsa, momčad odlazi do prvog finala u povijesti franšize. U finalu su Cavalierse nadigrali San Antonio Spursi rezultatom 4-0, dok iduće sezone predvođeni prvim strijelcem lige Jamesom ponovno ostvaruju doigravanje i ispadaju u drugom krugu od budućih prvaka Boston Celticsa. U sezoni 2008./09. James kreće sjajno te momčad odvodi do najboljeg omjera lige 66-16 i prvog mjesta na Istoku. Za svoje zasluge biva izabran za najkorisnijeg igrača lige, ali se u finalu Istočne konferencije susreću s Orlando Magicom. Iako je James u drugoj utakmici pogodio koš sa zvukom sirene za izjednačenje serije, Cavaliersi su izgubili i tako, kao glavni favoriti serije, nisu uspjeli ostvariti još jedno NBA finale.
U sezoni 2009./10., Cavaliersi postaju prvi favoriti za naslov prvaka te sezonu završavaju s omjerom 61-21, a James osvaja svoju drugu nagradu za najkorisnijeg igrača sezone. U prvom krugu doigravanja pobjeđuju Chicago Bullse, ali gube u drugom od Boston Celticsa rezultatom 4-2. U ljeto 2010., James odlučuje napustiti redove Clevelanda i pridružiti se Dwyaneu Wadeu u Miami Heat zajedno s Chrisom Boshom, s čijom je franšizom ostvario finalni nastup u četiri uzastopne godine, dok je osvojio dva NBA finala u sezonama 2011/12. i 2012/13.
James na ljeto u sezoni 2014./15. potpisuje trogodišnji ugovor kojim se vraća u Cleveland Cavalierse. Prvu sezonu nazad kući obilježile su oscilacije momčadi i ozljede. James je propustio do tada za njega rekordnih 15 utakmica u sezoni dok je u doigravanju tim Cavaliersa bio oštećen ozljedama zvijezdi Kevina Lovea i Kyrieja Irvinga. LeBronova momčad je pala u finalu protiv tada uzletnih Golden State Warriorsa omjerom 4-2 u seriji. U sezoni 2016./17. Cavaliersi su se u NBA finalu ponovo našli s Golden State Warriorsima te postaju prvi NBA tim u povijesti koji se vratio s 3-1 deficita i osvojio Finale čime su Cavaliersi došli do svog prvog naslova u povijesti.
Na ljeto 2018., James je kao slobodan igrač potpisao četverogodišnji ugovor s Los Angeles Lakersima s kojima u sezoni 2020./21 u finalu pobjeđuje Miami Heat, čime osvaja četvrti NBA prsten. 07.02.2023. LeBron James u utakmici protiv Oklahome City Thundera je zabio 38 888. poen u karijeri kojime je postao igrač s najviše postignutih ukupnih poena u u povijesti NBA lige čime je srušio rekord Kareema Abdula Jabbara.
S američkom reprezentacijom ostvario je nekoliko nastupa na velikim natjecanja. 2004. godine, na Olimpijskim igrama u Ateni, James je osvojio brončanu medalju, a 2006. godine, na Svjetskom prvenstvu u Japanu, također osvaja još jednu bronačnu medalju. Međutim, 2008. godine američki košarkaški savez sastavlja Redeem Team, predvođen Jamesom, Wadeom, Bryantom i drugim NBA zvijezdama. Na Olimpijskim igrama u Pekingu, odabrana momčad, bez većih problema, osvaja zlatnu medalju. U pohodu na još jedno olimpijsko zlato, James je nastupio na Olimpijskim igrama u Londonu 2012. i Parizu 2024. gdje je svom SAD-u pomogao u osvajanju dvaju zlatnih medalja, dok je u Parizu proglašen i za najvrijednijeg igrača turnira.

## Srednja škola
James je rođen 30. prosinca 1984. godine u Akronu, kao sin 16-godišnje Glorie James. Njegov otac, Anthony McClelland, kao bivši zatvorenik, napustio je obitelj i ostavio Gloriu kao samohranu majku. James je pohađao srednju školu St. Vincent–St. Mary High School te je već na prvoj godini pohađanja postao starter u momčadi Fighting Irisha. Prosječno je postizao 21 poen i 6,2 skokova po utakmici te je odveo momčad do 23-1 omjera i osvajanja Division III naslova prvaka. Na svojoj drugoj godini pohađanja, James je prosječno postizao 25,2 poena, 7,2 skokova, 5,8 asistencija i 3,8 ukradenih lopti te je, kao i prethodne sezone, odveo svoju momčad do omjera od 26:1 i još jednog osvajanja naslova prvaka Divizije III. Te sezone, James je postao prvi sophomore koji je osvojio nagradu Ohio "Mr. Basketball" i prvi sophomore koji je uvršten u USA Today sveameričku prvu petorku. U trećoj, junior, sezoni, James je još jednom poboljšao svoje brojke te je prosječno postizao 29 poena, 8,3 skokova, 5,7 asistencija i 3,3 ukradene lopte te je još jednom osvojio nagradu Ohio "Mr. Basketball". Kao i prethodne sezone, James je ponovno uvršten u sveameričku prvu petorku te je imenovan za "Gatorade National" igrača godine. Tijekom tog razdoblja, James je dobio i danas prepoznatljivi nadimak "King James". Iduće sezone, James se pojavio na naslovnici SLAM Magazina, a njegova srednja škola prešla je iz slabije Divizije III u Diviziju II. Međutim, Fighting Irishi nisu uspjeli osvojiti naslov prvaka u svojoj diviziji jer su u završnici sezone izgubili od srednje škole Roger Bacon High School. Krajem sezone, predviđalo se da će se James prijaviti na NBA draft, ali pravila NBA lige nalažu da igrač mora imati završenu srednju školu prije prijave na draft. Sumještani, zajedno s upravom srednje škole, pokrenuli su peticiju, ali bezuspješno. Početkom četvrte godine pohađanja, javnost je pokazala veliko zanimanje za Jamesa i njegovu momčad, te su neke televizijske postaje odlučile i prenositi njihove utakmice. Te sezone, James je prosječno postizao 31,6 poena, 9,6 skokova, 4,6 asistencija i 3,4 ukradene lopte po utakmici, a momčad je osvojila svoj treći divizijski naslov. James je sezonu zaključio osvajanjem Ohio "Mr. Basketball" nagrade i uvrštenjem u All-USA prvu petorku te osvajanjem nagrade za najkorisnijeg igrača McDonald'sove All-American utakmice. Svoju srednjoškolsku karijeru, James je završio s 2657 koševa, 892 skoka i 523 asistencije.

## NBA karijera

### NBA draft
Izabran je u 1. krugu (1.ukupno) NBA drafta 2003. od strane Cleveland Cavaliersa. Ovaj draft se smatra jednim od najboljih u povijesti NBA lige. U NBA je došao izravno iz srednje škole.

### Sezona 2003./04.
U svom debiju protiv Sacramento Kingsa, LeBron je upisao 25 poena, 9 asistencija, 6 skokova i 4 ukradene lopte, šutirajući 60% iz igre. Nakon utakmice novinari su ga upitali poput koga bi on htio igrati, a on je odmah odgovorio poput Jasona Kidda. Nakon postizanja rekordnih 41 poena protiv Netsa, LeBron je postao najmlađi igrač koji je to uspio ostvariti. Tijekom sezone prosječno je bilježio 20,9 poena, 5,5 skokova i 5,9 asistencija, te je izabran za novaka godine. Tim priznanjem je postao prvi Cavs, ali i najmlađi igrač u povijesti kojemu je to uspjelo. Pridružio se Oscaru Robertsonu i Michaelu Jordanu kao jedinim igračima koji su u "rookie" sezoni imali prosjek veći od 20 poena, 5 skokova i 5 asistencija. Cavsi su sezonu završili s omjerom pobjeda i poraza od 35-47, ali nisu uspjeli ući u doigravanje.

### Sezona 2004./05.
U sezoni 2004./05., LeBron je izabran na prvu All-Star utakmicu. Upisao je 13 poena, 8 skokova i 6 asistencija u pobjedi Istoka 125:115. Tijekom sezone LeBron je srušio brojne rekorde. Postao je najmlađim igračem koji je ostvario triple-double, postigao 50 poena na utakmici i proglašen u All-NBA momčad. Prosječno je bilježio 27,2 poena, 7,4 skokova, 7,2 asistencije i 2,2 ukradene lopte po utakmici. Cavsi su sezonu završili s omjerom pobjeda i poraza 42-40 i ponovno nisu uspjeli ući u doigravanje.

### Sezona 2005./06.
U sezoni 2005./06., LeBron je izabran drugi put zaredom na All-Star utakmicu i predvodio je Istok do pobjede 122:120 s 29 poena, 6 skokova i 2 asistencije. Tako je postao najmlađim najkorisnijim igračem utakmice s tek 21 godinom i 57 dana. Tijekom sezone tri puta je zaredom proglašen igračem tjedna, a na kraju ih je sakupio pet. U devet utakmica zaredom postigao je najmanje 35 poena, te se tako pridružio Jordanu i Bryantu kao jedinima kojima je to uspjelo. Prosječno je bilježio 31,4 poena, 7 skokova i 6 asistencija po utakmici, te tako postao najmlađim igračem u povijesti lige koji je prosječno postizao najmanje 30 poena. Također je postao četvrtim igračem u povijesti lige koji je u sezoni imao prosjek veći od 30 poena, 7 skokova i 6 asistencija u sezoni. Cavsi su ostvarili doigravanje prvi puta nakon 1998. godine. Završio je drugi u poretku za najkorisnijeg igrača sezone, iza Stevea Nasha. LeBron je debitirao u doigravanju protiv Washington Wizardsa. Ostvario je triple-double u pobijedi Cavsa 97:86 (32 poena, 11 skokova i 11 asistencija). Time se pridružio Johnnyju McCarthyju i Magicu Johnsonu kao jedinim igračima koji su ostvarili triple-double u debiju u doigravanju. Tijekom serije s Wizardsima, James je bilježio 35,7 poena, ali i ukupno 34 izgubljene lopte. Cavsi su prošli Wizardse u šest utakmica, ali su u drugom krugu izgubili od Pistonsa u sedam utakmica. Tijekom doigravanja LeBron je prosječno bilježio 30,8 poena, 8,1 skokova i 5,8 asistencija.

### Sezona 2006./07.
LeBron je izabran na treću uzastopnu All-Star utakmicu. Postigao je 28 poena, 6 skokova i 6 asistencija za 32 minute na parketu. U regularnom dijelu sezone Cavsi su osigurali drugo mjesto na Istoku. LeBron je prosječno bilježio 27,3 poena, 6,7 skokova, 6 asistencija i 1,6 ukradenih lopti po utakmici. Tako se pridružio Oscaru Robertsonu kao jedinom igraču koji je tri sezone zaredom imao veći prosjek od 27 poena, 6 skokova i 6 asistencija. U prvom krugu doigravanja Cavsi su lagano prošli Wizardse u četiri utakmice. Tijekom serije, LeBron je prosječno bilježio 27,8 poena, 8,5 skokova i 7,5 asistencija. U drugom krugu, LeBron je predvodio Cavse do pobjede protiv Netsa 4-2. Tijekom te serije prosječno je bilježio 25 poena, 7,2 skokova i 8,6 asistencija. Cavsi su ostvarili finale Istočne konferencije prvi puta nakon 15 godina. U finalu Istočne konferencije Cavsi predvođeni LeBronom uspjeli su nadoknaditi zaostatak od dvije pobjede Pistonsa, te na kraju pobijediti u šest utakmica. U petoj utakmici LeBron je imao izvanrednu noć. Postigao je rekordnih 48 poena, 9 skokova i 7 asistencija šutirajući iz igre 54,5 %. Postigao je zadnjih 29 od 30 poena, uključujući 25 u dvostrukom produžetku. Jedna novinarka je to proglasila "jednom od najvećih izvedbi u povijesti doigravanja". U finalu, LeBron je prosječno bilježio 22 poena, 7 skokova i 6,8 asistencija, ali bez većeg učinka jer su ih Spursi predvođeni Parkerom i Duncanom pobijedili rezultatom serije 4-0. Tijekom doigravanja prosječno je bilježio 25,1 poena, 8,1 skokova i 8 asistencija po utakmici. 

### Sezona 2007./08.
LeBron je nastavio s odličnim igrama i izborio je četvrti nastup na All-Star utakmici. Predvodio je Istok do pobjede 134-128 s 27 poena, 8 skokova, 9 asistencija, 2 blokade i 2 ukradene lopte, te je tako ponovno proglašen najkorisnijim igračem utakmice. 19. veljače 2008. ostvario je svoj peti triple-double učinak u sezoni (26 poena, 13 skokova i 11 asistencija), odnosno petnaesti u karijeri. Tako je postao tek treći najmlađi igrač koji je to ostvario iza Oscara Robertsona i Magica Johnsona. Iduću utakmicu protiv Pacersa obilježio je svojim šestim triple-double učinkom u sezoni, odnosno šesnaestim u karijeri. To je bilo drugi put u sezoni da je ostvario triple-double dvije utakmice zaredom. Zadnji igrač kojemu je to uspjelo bio je Magic Johnson 1988. godine. Sezonu je završio sa sedam triple-double učinaka, odnosno sedamnaest u karijeri. 27. veljače 2008. u utakmici protiv Boston Celticsa sa samo 23 godine i 58 dana postao je najmlađi igrač koji je postigao 10 000 poena u karijeri. 5. ožujka 2008. postigao je 50 poena, 8 skokova i 10 asistencija u utakmici protiv Knicksa, te je tako postao tek treći igrač koji je u jednoj utakmici imao 50 poena i 10 asistencija. 21. ožujka 2008. u utakmici protiv Raptorsa, LeBron je postao najbolji strijelac Cavsa, prestigavši Brada Daughertya na vodećoj ljestvici. LeBronu je trebalo samo 380 utakmica da postigne 10 414 poena, nasuprot Daughertovih 548 utakmica i 10 389 poena. Cavsi su ostvarili omjer pobjeda i poraza 45-37, zauzevši četvrto mjesto na Istoku. U prvom krugu su se ponovno susreli s Wizardsima. Pobijedili su ih u šest utakmica te se okrenuli dvoboju s Celticsima u drugom krugu. U drugom krugu pobijedili su ih Celticsi rezultatom serije 4-3, unatoč sjajnoj izvedbi LeBrona s 40 poena u sedmoj utakmici. U četvrtoj utakmici, LeBron je izveo nezaboravno zakucavanje preko Kevina Garnetta.

### Sezona 2008./09.
Nakon Bryantovih 61 poena protiv Knicksa, LeBron je "odgovorio" s 52 poena, 9 skokova i 11 asistencija. Nakon utakmice mu je ubilježen triple-double, ali su mu naknadno oduzeli jedan skok, te mu poništili triple-double s 50 poena koji bi bio prvi takav nakon 1975. i Jabbara. 23. siječnja 2009., LeBron je pogodio koš sa zvukom sirene za pobjedu Cavsa protiv Warriorsa 106-105. Tijekom All-Star vikenda izjavio je kako će sudjelovati u Slam Dunk natjecanju 2010. godine. 22. veljače 2009., LeBron protiv Bucksa postiže 55 poena za pobjedu Cavsa. Od 10. do 13. ožujka postigao je tri uzastopna triple-double učinka, protiv Miamia, Clippersa i Sunsa. 25. ožujka 2009. u utakmici s 76ersima, LeBron je postigao 22 poena, 8 skokova i 11 asistencija, te time pomogao momčadi u pobjedama. Time su LeBron i društvo srušili rekord franšize od 57 pobjeda. Sezonu su završili s omjerom pobjeda i poraza 66-16. Omjer pobjeda i poraza na domaćem terenu im je bio 39-2. Poraze su im nanijeli 76ersi i Los Angeles Lakersi, te su tako propustili izjednačiti rekord Celticsa omjera 40-1. LeBron je unaprijedio svoju igru u obrani s 93 blokade (dosada najviše u karijeri) i postotak slobodnih bacanja na 78% (dosada najbolje u karijeri). Četiri je puta proglašen igračem mjeseca. To je tek drugi put u povijesti nakon sezone 2003./04. i Garnetta. LeBron je svoje Cavse predvodio u poenima, asistencijama, ukradenim loptama i blokadama, te je tek četvrti igrač u povijesti kojem je to uspjelo. U doigravanju su lagano pobijedili Pistonse 4-0. Tijekom serije bilježio je 32 poena, 11.3 skokova i 7.5 asistencija po utakmici i postao je tek treći igrač u povijesti doigravanja s više od 30 poena, 10 skokova i 7 asistencija tijekom jedne serije. 4. svibnja 2009. proglašen je najkorisnijim igračem lige ispred Bryanta i Wadea. Tako je postao najmlađi dobitnik te nagrade te najmlađi i jedini Cavs s tom nagradom. Izabran je po prvi puta u All-Defensive momčad. U drugom krugu doigravanja, Cavsi predvođeni LeBronom također su lagano prošli i Hawkse rezultatom 4-0. 22. svibnja 2009. tijekom druge utakmice s Orlandom u finalu Istočne konferencije, LeBron je pogodio tricu sa zvukom sirene preko Türkoğla za pobjedu Cavsa i izjednačenje serije 1-1. Na kraju usprkos sjajnim izvedbama LeBrona, Cavsi su s 4-2 ispali od Magica i propustili se plasirati u finale protiv Los Angeles Lakersa.

### Sezona 2009./10.
U prvoj predsezonskoj utakmici, Cavaliersi su igrali protiv Charlotte Bobcatsa, a LeBron je sjajnu večer obilježio s 15 poena za 14 minuta u igri. Također to je bila prva O'Nealova utakmica u dresu Cavsa koji je za 15 minuta na terenu postigao 6 poena, 3 skoka i blokadu. U drugoj predsezonskoj utakmici, Cavaliersi su ponovno igrali protiv Charlotte Bobcatsa, a LeBron je za 17 minuta u igri ostvario 11 poena i 5 asistencija. U još jednoj predsezonskoj utakmici, Cavaliersi su se susreli sa San Antonio Spursma, a LeBron je postigao 22 poena i 6 skokova za samo 20 minuta. Unatoč takvoj igri LeBrona, Cavsi su izgubili utakmicu sa 105:98. U redovima San Antonija najefikasniji bili su Tony Parker s 22 poena i sedam asistencija te Tim Duncan s 13 poena i 9 skokova. U prvoj utakmici regularne sezone, Cavaliersi su se susreli s Celticsima, ali su izgubili te početak sezone za Cavalierse nije bio zadvoljavajući. Međutim, s vremenom Cavsi podižu igru na višu razinu te i sam James počinje briljirati. U veljači, James je s 2,5 milijuna glasova, po šesti put zaredom, osigurao mjesto u startnoj petorci te je All-Star utakmicu završio s 25 poena, 6 asistencija, 5 skokova i 4 ukradene lopte. 18. veljače 2010., u prvoj utakmici nakon All-Star stanke, Cavsi su se susreli s drugoplasiranom momčadi Zapadne konferencije, Denver Nuggetsima. I prije same utakmice, novinari su predviđali veliko nadmetanje između dviju zvijezda momčadi, Jamesa i Anthonyja. Kao što je i predviđano, obojica su ostvarili sjajne brojke, a utakmica je bila neizvjesna do samog kraja. James je postigao 43 poena, 13 skokova, 15 asistencija, 2 ukradene lopte i 4 blokade dok je Anthony postigao 40 poena, 6 skokova, 7 asistencija, 1 ukradenu loptu i 2 blokade. Iako je James ostvario bolje brojke, Anthony je, pogodivši šut 1.9 sekundi prije kraja, donio svojoj momčadi pobjedu rezultatom 118:116. James je time postao prvi igrač, nakon Oscara Robertsona i 1962. godine, koji je u utakmici ostvario triple-double s minimalno 40 poena, 13 skokova i 15 asistencija. 13. ožujka 2010. James je postao najmlađi igrač u povijesti lige s 15 000 postignutih poena. Na kraju sezone, James je, drugu sezonu zaredom, odnio nagradu za najkorisnijeg igrača sezone, a Cavsi su regularni dio završili s najboljim omjerom lige 61-21. U prvom krugu doigravanja, Cavsi su rezultatom 4-1 pobijedili Chicago Bullse, ali su ih i drugom krugu zaustavili Boston Celticsi.

### Sezona 2010./11.
1. srpnja 2010. James je postao slobodan igrač te je ubrzo nakon toga predao zahtjev za promjenom broja iz 23 u broj 6. Glavni konkurenti za Jamesov dolazak bili su New York Knicksi, New Jersey Netsi, Miami Heat, Chicago Bullsi, Los Angeles Clippersi i Cleveland Cavaliersi. Dana 9. srpnja, nakon osmodnevnog razmišljanja, James je, putem sign and trade opcije, i službeno predstavljen kao novo pojačanje Miami Heata, uz već potpisanog Chrisa Bosha. Tim potezom postao je tek treći aktivni najkorisniji igrač koji je promijenio klub, prvi nakon Mosesa Malonea i 1982. godine. Potpisao je šestogodišnji ugovor. Naime, sve tri zvijezde, James, Wade i Bosh pristali su na smanjenje plaće kako bi se okružili što boljom grupom igrača. Javnost nije najbolje prihvatila činjenicu da se tri zvijezde okupljalju u jednoj momčadi, a osobito način na koji je James napustio Cleveland. Postao je jedna od najomraženijih osoba lige, jednom riječju negativac. Iako je kasnije i sam James priznao da je postao nešto što nije te da je nesvjesno prihvatio tu ulogu negativca, to ga nije nimalo omelo da i dalje pruža odlične igre. Još početkom sezonu, u utakmici protiv Minnesota Timberwolvesa, James je ostvario 12 asistencija, najviše za poziciju krila u povijesti franšize Heata. Tjedan kasnije, u porazu od Utah Jazza, zabilježio je prvi triple-double učinak u dresu Miamija (20 poena, 11 skokova i 14 asistencija). Dana 2. prosinca, James se vratio u Quicken Loans Arenu, dvoranu Cavaliersa. Kao što se i predviđalo, James je izviždan svaki put kad je primio loptu. Unatoč tome, postigao je 38 poena. Dva tjedana kasnije, u utakmici protiv New York Knicksa, James ostvaruje još jedan triple-double učinak s postignutih 32 poena, 11 skokova i 10 asistencija. Dana 3. veljače, Miami je gostovao u Orlandu. James je obilježio utakmicu s 51 poenom, 11 skokova i 8 asistencija, uključujući i prvu četvrtinu s 23 postignuta koša.  
James završava sezonu kao drugi strijelac lige s 26,7 poena po utakmici. Wade je također završio u poretku deset najboljih strijelaca lige, a njih obojica kombinirano su postigli 4052 poena, najviše za bilo koji dvojac u povijesti Miamija. Ulaskom u doigravanje kao drugoplasirani, Miami se suočio s Philadelphia 76ersima i rezultatom 4-1 napredovao u drugi krug. Celticsi kao dugovječni rivali obojice igrača, Wade i Jamesa, pokazali su se kao prva ozbiljna prijetnja u drugom krugu. Međutim, nije se tako ispostavilo. Iza odličnih izvedbi Jamesa, Miami prolazi u finale Istočne konferencije i suočavaju se s prvoplasiranim Chicago Bullsima. Kao i u pretohodnim serijama, James pruža odlične igre i u obrani i u napadu te u ključnim trenutcima pete utakmice donosi momčadi prolaz u NBA finale. U finalu protivnik im je iskusna momčad Dallas Mavericksa, predvođena Dirkom Nowitzkim i Jasonom Kiddom. Unatoč vodstvu od 2-1, Miami gubi iduće tri utakmice i doživaljavaju poraz. James je tijekom serije postizao 17,8 poena, 7,1 skokova i 6,8 asistencija, znatno manje nego u regularnoj sezoni. Nakon poraza, momčad Miamija i osobito James, našli su se na meti mnogih žestokih kritika. Doigravanje je James zaključio s prosjekom od 23,6 poena, 8,3 skokova i 5,8 asistencija po utakmici.

### Sezona 2011./12.
Shrvan porazom u finalu od Dallasa, James je u novu sezonu krenuo odlučno. Tijekom ljeta, posvetio se unapređenju svoje igre, ali i unapređenju svojih osobnih kvaliteta. U tim pripremama pomogao mu je i bivši centar Hakeem Olajuwon sa savjetima oko post igre. Sezonu 2011./12. obilježio je štrajk igrača i negodovanje vlasnika oko podjele zarađenog novca. Nakon brojnih pregovora, prve utakmica sezone odigrane su na Božić. Miami je otvorio skraćenu sezonu s omjerom 16-5, izjednačivši svoj najbolji start u sezonu u povijesti kluba. Tijekom tog razdoblja James je bio na brojkama od 29,2 poena, 8,3 skokova, 7,1 asistencije i 1,8 ukradenih lopti za 37,4 minute provedene na parketu, uz šut iz igre od 55,1%. Kao i prethodnih sezona, James je izabran u početnu petorku Istoka te je All-Star utakmicu zaključio s 36 poena. Također, pogodio je šest trica i izjednačio rekord po broju postignutih trica na utakmici. Sezonu je zaključio s trećom nagradom za najkorisnijeg igrača u karijeri i prosjekom od 27,1 poena, 7,9 skokova, 6,2 asistencije i 1,9 ukradenih lopta po utakmici, uz šut iz igre od 53%. 
Kao i u sezoni 2010./11., Miami je u doigravanje ušao kao drugoplasirana momčad Istoka, iza Chicago Bullsa. Nakon relativno laganog prolaza protiv New York Knicksa (4-1), drugi krug je postao pravo iskušenje za momčad Heata. U drugom krugu, Pacersi su, kao mlada momčad, pokazali dobar otpor i u jednom trenutku vodili 2-1 u seriji. Jedan od razloga tako lošeg stanja Miamija bio je i nedostatak Bosha koji se ozljedio u prvoj utakmici. Međutim, u četvrtoj utakmici James postiže 40 poena, 18 skokova i 9 asistencija te ostvaruje jednu od najupečatljivijih izvedbi u povijesti doigravanja. Momčad Miamija odnijela je vrlo važnu pobjedu u gostima, a James je postao drugi igrač u povijesti (iza Elgina Baylora i 1961. godine) koji je postigao ovakve brojke na jednoj utakmici. Krajnji rezultat serije bila je pobjeda Miamija 4-2 i prolazak u finale Istoka. U finalu Istoka suparnička momčad bila je momčad Boston Celticsa. Prve dvije utakmice otišle su u korist Miamija, ali iduće tri gube i suočavaju se s eliminacijom. U šestoj utakmici serije, James postiže 45 poena (šut iz igre 19/26, odnosno 73%), 15 skokova i 5 asistencija. Postaje drugi igrač (iza Wilta Chamberlaina i 1964. godine) s ovakvim statističkim dostignućima. Miami pobjeđuje i u sedmoj utakmici i ponovno prolaze u NBA finale. U finalu, suparnik im je mlada momčad Oklahoma City Thundera, predvođena Kevinom Durantom, Russellom Westbrookom i Jamesom Hardenom. Miami je, unatoč porazu u prvoj utakmici, odnio pobjedu u seriji (4-1), a James konačno osvojio NBA prsten. NBA finale zaključio je s prosjekom od 28,6 poena, 10,2 skokova i 7,4 asistencije po utakmici i nagradom za najkorisnijeg igrača NBA finala. Prosjek u doigravanju bio je 30,2 poena, 9,7 skokova i 5,6 asistencija po utakmici.

### Sezona 2022./23.
Dana 18. kolovoza 2022. James je ponovno potpisao s Los Angeles Lakers na dvogodišnji ugovor vrijedan 97,1 milijuna dolara. Produljenje ugovora učinilo je Jamesa najplaćenijim sportašem u povijesti NBA lige s 528,9 milijuna dolara, nadmašivši Kevina Duranta u zaradi svih vremena.

## Američka reprezentacija
Nakon rookie sezone, LeBron je s američkom reprezentacijom nastupao na Olimpijskim igrama u Ateni 2004., gdje su osvojili brončanu medalju. LeBron je prosječno postizao 5.8 poena i 2.6 skokova po utakmici. 2006. godine nastupao je na FIBA Svjetskom prvenstvu u Japanu, gdje su također osvojili brončanu medalju. LeBron je prosječno bilježio 13.9 poena, 4.8 skokova i 4.1 asistencije. Tijekom američkih kvalifikacija u Las Vegasu 2007., LeBron je prosječno bilježio 18.1 poena, 3.6 skokova, 4.7 asistencija i 1.5 ukradenih lopti za 22.2 minute provedene na parketu. Nastupao je i na Olimpijskim igrama u Pekingu 2008., gdje je kao član Redeem Teama (hrv. "Iskupljenička momčad") osvojio zlatnu medalju. U pohodu na još jedno olimpijsko zlato, James je nastupio na Olimpijskim igrama u Londonu 2012. godine i svojim igrama pomogao u ostvarenju tog cilja, osvajanja četrnaestog zlatnog odličja za momčad SAD-a.

### Privatni život
LeBron ima dvoje djece sa svojom djevojkom Savannom Brinson iz srednje škole. Prvo dijete, LeBron James Jr. je rođeno 6. listopada 2004. godine, a drugo, Bryce Maximus James 14. lipnja 2007. godine. Trenutno prebivalište im je u Coconut Groveu, predgrađu Miamija u kući na tri kata koja ima pogled na zaljev Biscayne. LeBron je kuću kupio 12. studenog 2010. godine za devet milijuna dolara. LeBron je, dan poslije svog rođendana, 31. prosinca 2011. godine, zaručio Savannu Brinson.

## NBA statistika

### Regularni dio
| Godina    | Klub      | Odig. uta. | Uta. poč. | Min. | 2P%  | 3P%  | Sl. bac.% | Skok. | Asist. | Ukr. lop. | Blok. | Poena |
| --------- | --------- | ---------- | --------- | ---- | ---- | ---- | --------- | ----- | ------ | --------- | ----- | ----- |
| 2003./04. | Cleveland | 79         | 79        | 39.5 | .417 | .290 | .754      | 5.5   | 5.9    | 1.6       | .7    | 20.9  |
| 2004./05. | Cleveland | 80         | 80        | 42.4 | .472 | .351 | .750      | 7.4   | 7.2    | 2.2       | .6    | 27.2  |
| 2005./06. | Cleveland | 79         | 79        | 42.5 | .480 | .335 | .738      | 7.0   | 6.6    | 1.6       | .8    | 31.4  |
| 2006./07. | Cleveland | 78         | 78        | 40.9 | .476 | .319 | .698      | 6.7   | 6.0    | 1.6       | .7    | 27.3  |
| 2007./08. | Cleveland | 75         | 74        | 40.4 | .484 | .315 | .712      | 7.9   | 7.2    | 1.8       | 1.1   | 30.0  |
| 2008./09. | Cleveland | 81         | 81        | 37.7 | .489 | .344 | .780      | 7.6   | 7.2    | 1.7       | 1.1   | 28.4  |
| 2009./10. | Cleveland | 76         | 76        | 39.0 | .503 | .333 | .767      | 7.3   | 8.6    | 1.6       | 1.0   | 29.7  |
| 2010./11. | Miami     | 79         | 79        | 38.8 | .510 | .330 | .759      | 7.5   | 7.0    | 1.6       | .6    | 26.7  |
| 2011./12. | Miami     | 62         | 62        | 37.5 | .531 | .362 | .771      | 7.9   | 6.2    | 1.9       | .8    | 27.1  |
| Ukupno    |           | 689        | 688       | 39.8 | .484 | .331 | .747      | 7.2   | 6.8    | 1.7       | .8    | 27.6  |
| All-Star  |           | 8          | 8         | 27.0 | .532 | .392 | .760      | 7.0   | 6.1    | 1.4       | .2    | 25.9  |

### Doigravanje
| Godina    | Klub      | Odig. uta. | Uta. poč. | Min. | 2P%  | 3P%  | Sl. bac.% | Skok. | Asist. | Ukr. lop. | Blok. | Poena |
| --------- | --------- | ---------- | --------- | ---- | ---- | ---- | --------- | ----- | ------ | --------- | ----- | ----- |
| 2005./06. | Cleveland | 13         | 13        | 46.5 | .476 | .333 | .737      | 8.1   | 5.8    | 1.4       | .7    | 30.8  |
| 2006./07. | Cleveland | 20         | 20        | 44.7 | .416 | .280 | .755      | 8.1   | 8.0    | 1.7       | .5    | 25.1  |
| 2007./08. | Cleveland | 13         | 13        | 42.5 | .411 | .257 | .731      | 7.8   | 7.6    | 1.8       | 1.3   | 28.2  |
| 2008./09. | Cleveland | 14         | 14        | 41.4 | .510 | .333 | .749      | 9.1   | 7.3    | 1.6       | .9    | 35.3  |
| 2009./10. | Cleveland | 11         | 11        | 41.8 | .502 | .400 | .733      | 9.3   | 7.6    | 1.7       | 1.8   | 29.1  |
| 2010./11. | Miami     | 21         | 21        | 43.9 | .466 | .353 | .763      | 8.4   | 5.9    | 1.7       | 1.2   | 23.7  |
| Ukupno    |           | 92         | 92        | 43.6 | .460 | .323 | .746      | 8.4   | 7.0    | 1.6       | 1.0   | 28.0  |

## Rekordi

### Svi NBA rekordi
- jedan od osam igrača u NBA povijesti koji je tri puta osvojio nagradu za najkorisnijeg NBA igrača.
- jedan od osam igrača u NBA povijesti koji je postigao 2000 poena u sedam sezona zaredom.
  - uključujući Kareema Abdula-Jabbara, Wilta Chamberlaina, Michaela Jordana, Alexa Englisha, Karla Malonea, Oscara Robertsona i Dominiquea Wilkinsa.
- jedan od četiri igrača u NBA povijesti koji je imao prosjek od 20 poena, 5 skokova i 5 asistencija u prvoj sezoni.
  - uključujući Oscara Robertsona, Michaela Jordana i Tyrekea Evansa.
- jedan od pet igrača u NBA povijesti koji je imao prosjek od 25 poena, 7 skokova i 7 asistencija u sezoni (postigao pet puta).
  - uključujući Oscara Robertsona (šest puta), Johna Havliceka (dva puta), Larryja Birda i Michaela Jordana.
- jedan od tri igrača u NBA povijesti koji je imao prosjek od 30 poena, 7 skokova i 7 asistencija u sezoni.
  - uključujući Oscara Robertsona (postigao pet puta) i Michaela Jordana.
- jedan od četiri igrača u NBA povijesti koji je imao prosjek od 31 poen, 7 skokova i 6 asistencija u sezoni.
  - uključujući Oscara Robertsona (postigao dva puta), Jerryja Westa i Michaela Jordana.
- jedan od dva igrača u NBA povijesti koji je imao prosjek od 27 poena, 6 skokova i 6 asistencija u šest sezona zaredom.
  - iza Oscara Robertsona koji je to postigao osam puta zaredom.
- jedan od dva igrača koji je postigao 2000 poena, 500 skokova i 500 asistencija u šest sezona.
  - iza Oscara Robertsona koji je to postigao šest puta.
- jedan od četiri igrača u NBA povijesti koji je imao prosjek od 25 poena, 5 skokova i 5 asistencija za vrijeme karijere.
  - uključujući Oscara Robertsona, Jerryja Westa i Michaela Jordana.
- jedini igrač u NBA povijesti koji je imao prosjek od 26 poena, 6 skokova i 6 asistencija za vrijeme karijere.
- jedini igrač u NBA povijesti koji je postigao 2000 poena, 500 skokova, 500 asistencija i 100 ukradenih lopti u četiri sezone zaredom.
- jedan od tri igrača u NBA povijesti koji je imao prosjek od 30 poena, 10 skokova i 7 asistencija u doigravanju.
  - uključujući Oscara Robertsona i Larryja Birda.
- jedan od tri igrača u NBA povijesti koji je ostvario triple-double u prvom doigravanju.
  - uključujući Johnnyja McCarthyja i Magica Johnsona.
- jedan od dva igrača u NBA povijesti koji je osvojio nagradu NBA igrač mjeseca četiri puta za redom u dvije sezone.
  - izjednačen s Kevinom Garnettom koji je to isto postigao u sezoni 2003./2004.
- jedan od četiri igrača u NBA povijesti koji je predvodio svoju momčad u svim kategorijama (poeni, skokovi, asistencije, blokade i ukradene lopte) u sezoni 2008./09.
  - uključujući Davea Cowensa (1977./78.), Scottija Pippena (1994./95.) i Kevina Garnetta (2002./03.).
- prvi igrač u NBA povijesti koji je osvojio 2.5 milijuna glasova na NBA All-Star u tri sezone.
- prvi igrač u NBA povijesti koji je postigao 40 poena u prvoj utakmici doigravanja s 41 poenom na utakmici protiv Washington Wizardsa, 28. travnja 2006. godine.
- prvi igrač na poziciji niskog krila koji je u NBA povijesti imao prosjek od 8.0 asistencija po utakmici (2009./2010.).
- drugi igrač ikada koji je postigao 20 poena u prvoj utakmici doigravanja (19 godina).
  - iza Kareem Abdul-Jabbarovih 27 poena.
- najviše za redom postignutih poena u doigravanju s 25 poena protiv Detroit Pistonsa, 31. svibnja 2007. godine.

### Rekordi kao najmlađi igrač
- najmlađi igrač izabran kao prvi izbor na NBA draftu (18 godina)
- najmlađi igrač proglašen novakom godine (19 godina)
- najmlađi igrač koji je ostvario triple-double (20 godina i 20 dana)
  - ostvario 27 poena, 11 skokova i 10 asistencija, 19. siječnja 2005. protiv Portland Trail Blazersa.
- najmlađi igrač koji je ostvario triple-double u doigravanju. (21 godina i 113 dana)
  - ostvario 32 poena, 11 skokova i 11 asistencija, 22. travnja 2006. protiv Washington Wizardsa.
- najmlađi igrač koji je postigao 30 poena u utakmici (18 godina, 334 dana)
  - ostvario 33 poena, 29. studenog 2003. protiv Memphis Grizzliesa.
- najmlađi igrač koji je postigao 40 poena u utakmici (19 godina, 88 dana)
  - ostvario 41 poen, 27. ožujka 2004. protiv New Jersey Netsa.
- najmlađi igrač koji je postigao 2000 poena u sezoni (2004./05.)
- najmlađi igrač s prosjekom većim od 30 poena po utakmici.
- najmlađi igrač koji je izabran u All-NBA petorku (2004./05.)
- najmlađi igrač koji je izabran u All-NBA prvu petorku (21 godina, 138 dana)
- najmlađi igrač koji je proglašen najkorisnijim igračem All-Star utakmice (21 godina, 55 dana)
- najmlađi igrač koji je predvodio ligu u All-Star glasovanju (22 godine, 26 dana)
- najmlađi igrač koji je postigao 2000 poena u sedam sezona zaredom (26 godina)
- najmlađi igrač s postignutih 20000 poena ( 28 godina i 17 dana).

### Citirana literatura
- (engl.) Morgan, David Lee. 2003. LeBron James : The Rise of a Star. Gray & Co. Cleveland, Ohio. ISBN 1886228744
- (engl.) Jones, Ryan. 2005. King James : Believe The Hype : The LeBron James Story. St. Martin's Press. New York City, New York. ISBN 0312349920
- (engl.) Pluto, Terry. 2007. The Franchise : Lebron James and the Remaking of the Cleveland Cavaliers. Gray & Co. Cleveland, Ohio. ISBN 1598510282
- (engl.) Freedman, Lew. 2008. LeBron James : A Biography. Greenwood Press. Westport, Connecticut. ISBN 9780313343612

## Vanjske poveznice
- Službena stranica
- LeBron James na Twitteru
- Profil na NBA.com
- Profil  Arhivirana inačica izvorne stranice od 8. svibnja 2012. (Wayback Machine) na Basketball Reference.com
- Profil na ESPN.com

| Prethodnik Yao Ming | Prvi izbor NBA drafta NBA draft 2003. | Nasljednik Dwight Howard |